# Microgale parvula
Microgale parvula é uma espécie de mamífero da família Tenrecidae, endêmica de Madagascar.